# BHM Tech
BHM Tech社は、Viennatone Hearing Technology（ベナトーン社）の元従業員によって設立された、オーストリアの補聴器メーカーである。本部は、オーストリア・グラーフェンシャッヘンに所在する。
ISO13485取得済み。
耳かけ型補聴器・メガネ型補聴器・ポケット型補聴器を取り扱っている。
日本ではコルチトーン補聴器株式会社とスターキージャパン株式会社が同社メガネ型デジタル骨導式補聴器を販売。